# Phanerotomella mariae
Phanerotomella mariae är en stekelart som beskrevs av Sergey A. Belokobylskij 1986. Phanerotomella mariae ingår i släktet Phanerotomella och familjen bracksteklar. Inga underarter finns listade i Catalogue of Life.